# Salagi Forest Park
Der Salagi Forest Park (Schreibvariante: Salaji Forest Park) ist ein Waldgebiet im westafrikanischen Staat Gambia.

## Topographie
Das ungefähr 1,7 breite und 2,5 Kilometer lange Gebiet der Baumsavanne liegt in der West Coast Region, Distrikt Kombo North. Das 262 Hektar große Gebiet liegt unmittelbar vier Kilometer südlich vor der Stadt Sukuta und liegt westlich der Straße, die von Sukuta nach Süden verläuft. Brufut liegt 4,3 Kilometer in westlicher Richtung entfernt.